# Torsten Cassel
Torsten Magnus Cassel, född 27 januari 1907 i Norberg, död 30 juli 1974 i Oscars församling i Stockholm, var en svensk orkesterledare och musiker (piano). 
Torsten Cassel var född i Spännarhyttan i Västmanland. Han studerade vid internatskolan Lundsberg, på Musikaliska Akademin och för Olof Wibergh. 1930 debuterade han som konsertpianist och höll sedan egna pianokonserter. Han var också musikpedagog samt lärare vid kommunala musikskolan i Stockholm.
Han var son till bergsingenjören Edvard Magnus Cassel och Anna Maria Tillkvist. Åren 1934–1938 var han gift med Beth Ljungdahl, dotter till Claes Ljungdahl, och från 1946 med Ulla ”Mosa” Ljungström (1920–1980). Han fick två döttrar med andra hustrun.
Makarna Cassel är gravsatta på Lidingö kyrkogård.

## Diskografi i urval
- 1946 – Solitaire, med medlemmar ur hovkapellet
- 1946 – Skogsnymfer (Wooden nymphs), med medlemmar ur hovkapellet
- 1948 – Favoritmelodier 1 och 2, Torsten Cassel, piano med orkester